# Lunar Crater Observation and Sensing Satellite
O LCROSS (sigla para Lunar Crater Observation and Sensing Satellite, ou em português Satélite de Detecção e Observação de Crateras Lunares), foi um satélite estadunidense da NASA feito para procurar água em estado sólido (gelo) e estado gasoso (vapor) na Lua. Lançado juntamente com o Orbitador de Reconhecimento Lunar (LRO), no dia 18 de junho de 2009, as naves fazem parte do Programa de Precursores Robóticos Lunares, a primeira missão estadunidense para a Lua em mais de 10 anos. Os satélites são considerados a vanguarda da NASA para o retorno à Lua, na tentativa de influenciar o governo dos Estados Unidos nas decisões para a colonização do satélite natural.

## Descoberta
Em 13 de novembro de 2009, a Nasa anunciou que, através da sonda, conseguiu encontrar o que podem ser evidências de água numa região da Lua que não é iluminada pelo Sol há bilhões de anos. O impacto da sonda com a lua se deu à velocidade de 5.600 milhas por hora (9.012 km/h) e criou um buraco de cerca de 60 a 100 pés de largura (18,28m a 30,48m) na superfície do satélite natural .
Foram levantados cerca de 90 litros de água após o impacto. A descoberta de quantidade significativa de água no satélite dá margem a novas descobertas e possíveis expedições, uma vez que a água encontrada, que tem bilhões de anos, pode conter informações sobre a origem do sistema solar.